# UTC+2
UTC+2 odgovara sljedećim vremenskim zonama:

## Kao standardno vrijeme cijelu godinu

### Kalinjingradsko vrijeme
- Kalinjingradska oblast
- Rusija

### Centralnoafričko vrijeme
- Bocvana
- Burundi
- Egipat (Egipatsko standardno vrijeme)
- DR Kongo (istočna polovica)
  - Kasai-Occidental, Kasai-Oriental, Katanga, Maniema, Nord-Kivu, Orientale, Sud-Kivu
- Lesoto
- Libija
- Ruanda
- Namibija
- Malavi
- Mozambik
- JAR (SAST - Južnoafričko standardno vrijeme)
- Esvatini
- Zambija
- Zimbabve

## Kao standardno vrijeme (sjeverna hemisfera - zimi)

### Istočnoeuropsko vrijeme - Teritorije koje koriste pravila o ljetnom vremenu EU
- Bugarska
- Cipar (uključujući Akrotiri i Dhekelia (UK) ali ne i Tursku Republiku Sjeverni Cipar)
- Estonija
- Finska (uključujući Åland)
- Grčka
- Latvija
- Litva
- Moldavija
- Rumunjska
- Ukrajina (osim Krim)

### Teritorije koje koriste druga pravila o ljetnom vremenu
- Izrael (Izraelsko standardno vrijeme)
- Libija
- Palestina

## Kao ljetno vrijeme (sjeverna hemisfera - ljeti)

### Srednjoeuropsko ljetno vrijeme
- Albanija
- Andora
- Austrija
- Belgija
- Bosna i Hercegovina
- Hrvatska
- Češka
- Danska
- Francuska
- Njemačka
- Gibraltar (UK)
- Mađarska
- Italija
- Kosovo
- Lihtenštajn
- Luksemburg
- Sjeverna Makedonija
- Malta
- Monako
- Crna Gora
- Nizozemska
- Norveška, uključujući:
  - Svalbard i Jan Mayen, Otok Bouvet
- Poljska
- San Marino
- Srbija
- Slovačka
- Slovenija
- Španjolska - osim Kanarskih Otoka
- Švedska
- Švicarska
- Vatikan

## Kao ljetno vrijeme (južna hemisfera)
- Namibija